# Oberfrielinghausen
Oberfrielinghausen ist ein Ortsteil der Gemeinde Lindlar, Oberbergischen Kreis im Regierungsbezirk Köln in Nordrhein-Westfalen (Deutschland).

## Lage und Beschreibung
Oberfrielinghausen liegt südwestlich von Lindlar zwischen Hohkeppel und Wüstenhof auf einer Erhebung südlich des Lennefebachtals. Weitere Nachbarorte sind Unterfrielinghausen, Rehbach und Brandsheide.

## Geschichte
958 wurde der Ort das erste Mal als "Frilenchusen" in einer Schenkungsurkunde urkundlich genannt. Der Hof fiel damit samt dem Kirchspiel Hohkeppel an den Grundherren zu Lindlar.
Der Name des Lehnhofes Frielinghausen leitet sich von „Friling“, einem Zinsbauern im Sinne des Sachsenspiegels ab. Im Mittelalter gehörte Frielinghausen zur Honschaft Vellingen im Kirchspiel Hohkeppel.
1715 sind auf der Topographia Ducatus Montani Ober- und Unterfrielinghausen gemeinsam mit Frielinghausen bezeichnet. Die Karte zeigt vier einzelne Höfe. In der Karte Topographische Aufnahme der Rheinlande von 1825 sind beide Orte auf geografisch unterschiedlichen Lagen mit jeweils umgrenzten Hofräumen dargestellt. Die gemeinsame Ortsbezeichnung lautet immer noch Frielinghausen. An der Stelle von Oberfrielinghausen werden sechs separat gelegene Gebäudegrundrisse gezeigt. Ab der Preußischen Uraufnahme von 1845 zeigen die topografischen Karten die eigenständige Ortsbezeichnung Oberfrielinghausen.
In der „Topographisch-Statistischen Beschreibung der Königlich-Preußischen Rheinprovinz“ aus dem Jahre 1830 werden für Oberfrielinghausen 46 Einwohner gezählt.
Aufgrund § 10 und § 14 des Köln-Gesetzes wurde 1975 die Gemeinde Hohkeppel aufgelöst und umfangreiche Teile in Lindlar eingemeindet. Darunter auch Oberfrielinghausen.

## Sehenswürdigkeiten
Aus dem Jahr 1763 stammt ein in Oberfrielinghausen am Wegesrand stehender Fußfall.

## Busverbindungen
Über die Haltestellen „Oberfrielinhausen“, „Oberfrielinghausen-Abzweig“ (Linie 398) und „Hohkeppel-Frielinghausen“ (Linie 440) besteht eine Anbindung an den öffentlichen Personennahverkehr. Ein Bürgerbus bedient ebenfalls den Ort.